# 大鹿次代
大鹿 次代（おおしか つぎよ、1930年〈昭和5年〉5月17日 - ）は、日本の女優。本名は高鹿登喜江。東京都出身。特技は日舞、三味線。さかがみ企画所属。

## 来歴・人物
子供の頃から役者志望だった。済美女学校卒業。
1952年から1963年まで劇団新派に在籍。舞台、テレビドラマで活躍する。特に東芝日曜劇場に多数出演している。

## 出演作品

### テレビドラマ
- 東芝日曜劇場 （TBS）
  - 第270回「冬の日」（1962年）
  - 第543回「みずぐるま」（1967年）
  - 第664回「下町育ち」（1969年）
  - 第692回「梅一輪」（1970年）
  - 第773回「女と味噌汁」シリーズ（1971年）
  - 第818回「親なし子なし」（1972年）
  - 第857回「つゆのひぬま」（1973年）
  - 第872回「秋の蛍」（1973年）
  - 第915回「彩舟流し」（1974年）
  - ゆきずりの朝（1977年1月30日、CBC） - おかみさん
  - 第1140回「松本清張おんなシリーズ5・記憶」（1978年）
  - 第1364回「おふくろの味」（1983年）
  - 第1367回「うちの母ちゃん、お玉ちゃん」（1983年）
- ありがとうシリーズ（1970年〜1974年、TBS） - つね子、きみ、山口くら子
- 平岩弓枝ドラマシリーズ「下町のおんな」（1978年、CX）
- NHK大河ドラマ・おんな太閤記（1981年、NHK） - 美代 役
- ポーラテレビ小説「千春子」（1983年 - 1984年、TBS）
- 木曜ゴールデンドラマ「母の叫び」（1986年、YTV）
- 花王愛の劇場 （TBS）
  - ああ家族（1987年）
  - ああ嫁さん（1988年）
  - 女に生まれて（1988年）
  - 家族の物語（1993年）
  - もういちど家族（1995年）
- おんなは一生懸命（1987年、TBS）
- 愛無情（1988年、THK）
- 渡る世間は鬼ばかり　第2シリーズ 第22話 - 旅館の仲居 役　第6シリーズ　42話 - ハナの老人ホームの友人
- 月曜ドラマスペシャル　（TBS）
  - 忍ばずの女（1994年）
  - 七人の刑事〜最後の捜査線（1998年）
- 番茶も出花 第18話（1998年、TBS） - 夏目トキ 役

### その他の番組
- 一枚の写真（CX）

### 舞台
- しぐれ茶屋おりく
- 女たちの忠臣蔵
- おしん
- お玉の行く道
- おんなの家
- おんなのいろは坂
- 恋ちりめん
- 忍ばずの女
- 婦系図
- 花の巴里の橘や
- 初蕾
- 夏しぐれ
- 太夫さん
- 幸福
- 妻たちの鹿鳴館
- 夜の鶴
- 葛飾の女